# Waldläuferzeichen
Waldläuferzeichen sind eine besondere Form der Wegzeichen und Informationszeichen, die vor allem von Pfadfindergruppen verwendet werden. Sie dienen zur Kommunikation beim Spiel, z. B. bei einer Schnitzeljagd oder auf einem Haik. Dort werden sie entweder mit Sägespänen „gezeichnet“ oder einfach mit Stöcken oder Steinen gelegt und ermöglichen die Übermittlung von Informationen an eine nachfolgende Gruppe.
Ein erster Satz von pfadfinderischen Waldläuferzeichen wurden bereits im ersten Pfadfinderhandbuch Scouting for Boys von Robert Baden-Powell erwähnt. Jede Gruppe kann jedoch ihren eigenen Zeichensatz erstellen, wodurch es zu Bedeutungsüberschneidungen gleicher Zeichen kommen kann. Dieser gemeinsame „geheime“ Zeichensatz ist Teil der Gruppenidentität innerhalb von Pfadfinderstämmen oder Bündischen Gruppen.

## Beispiele für die Anwendung
Eines der einfachsten Zeichen ist ein Pfeil (→) und bedeutet geradeaus bzw. weiter in die gleiche Richtung. Durch das Hinzufügen eines geraden Striches am Anfang (↦) verändert sich die Bedeutung in das Gegenteil, man soll genau die entgegengesetzte Richtung gehen.

### Besondere Zeichen
Dem Zeichen „Eingekreister Punkt“ wird meist die Bedeutung Ich habe meine Aufgabe erfüllt und bin nach Hause gegangen zugesprochen. Es hat sich innerhalb der Pfadfinderbewegung als Trauersymbol manifestiert  auf Nachrufen, Grabsteinen etc. verwendet. Das Symbol befindet sich auch auf dem Grabstein des Gründers der Pfadfinderbewegung, Sir Robert Baden-Powell.

### Waldläuferzeichen in den Pfadfinderverbänden
Der größte deutsche evangelische Pfadfinderverband, Verband Christlicher Pfadfinderinnen und Pfadfinder (VCP), verwendet seit 2015 Waldläuferzeichen als festen Bestandteil seines Corporate Designs. Es wurde ein Satz von über 50 Zeichen definiert, die frei verwendet werden können.
Die Deutsche Pfadfinderschaft Sankt Georg (DPSG) hat einige Zeit Waldläuferzeichen für die Verbands-Kommunikation verwendet. Inzwischen sind sie dort unter den „Methoden zur spirituellen Bildung“ zu finden.

## Trivia
Waldläuferzeichen sind verwandt mit den Räuberzinken, die fast ausschließlich mit Tafelkreide an Hauseingängen angebracht werden/wurden. Auch gibt es eine Verwandtschaft zu den Bruchzeichen der Jäger. Diese bestehen immer aus abgebrochenen Zweigen bestimmter Baumarten, die teilweise mit dem Messer bearbeitet werden.
Waldläuferzeichen, die im "Gelände" ausgelegt sind, werden, soweit sie nicht für andere von Wichtigkeit sind, nach Besichtigung abgeräumt, um das eigene Vorgehen anderen gegenüber zu verschleiern und um bei Aktivitäten im gleichen Gelände Verwirrungen zu vermeiden.